# Cerca de Madrid

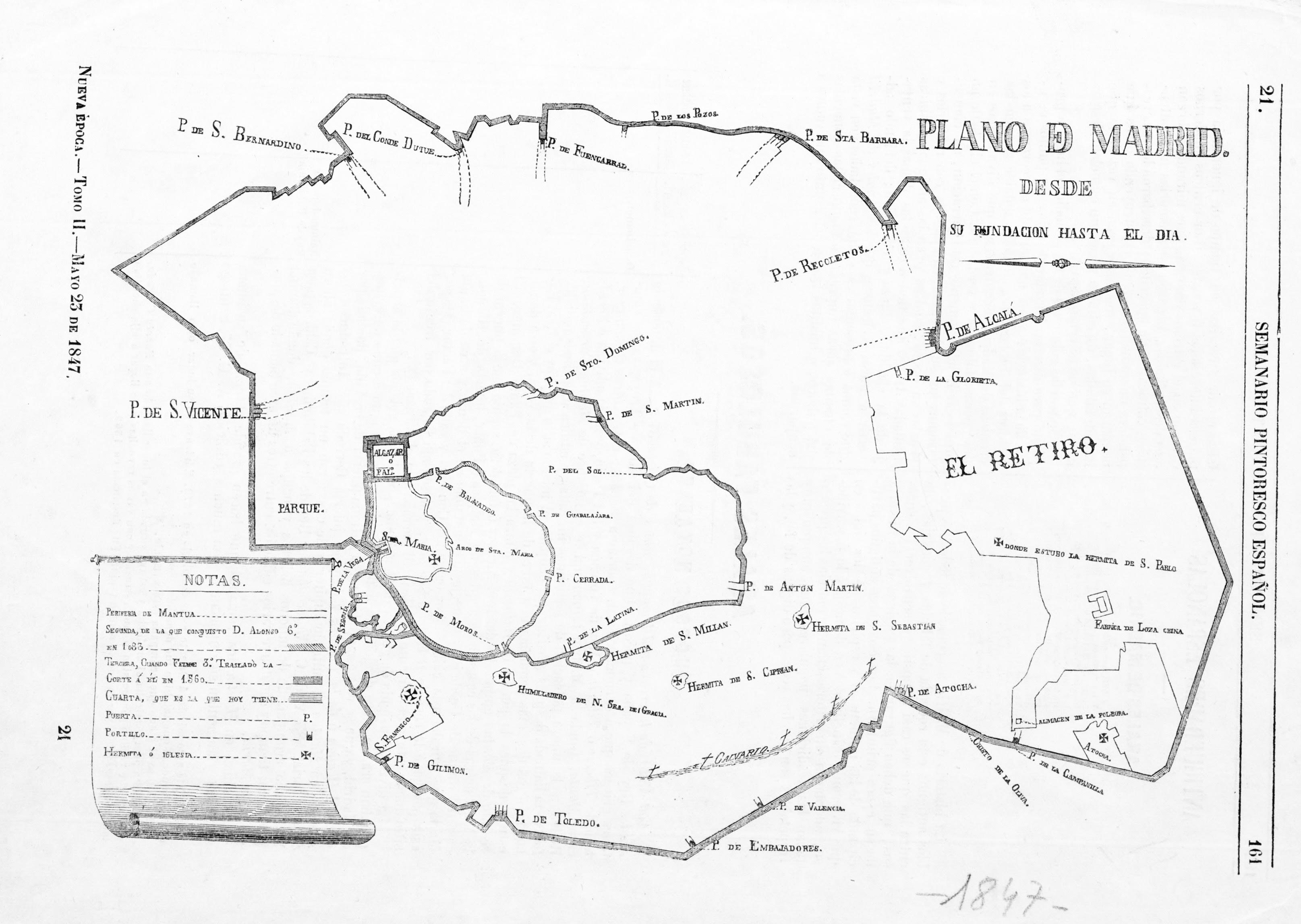
Plano de las distintas cercas de Madrid, publicado en 1847 en el Semanario Pintoresco Español.

La cerca o tapia de Madrid es el nombre genérico de los sucesivos muros que al ampliarse la villa y acoger territorio de sus arrabales y pueblas, marcaron el límite del perímetro municipal de la ciudad de Madrid desde la Edad Media hasta el siglo xix. Las cercas no tenían funciones defensivas ni militares de ninguna clase, sino de mero control urbanístico o tributario. Fueron desapareciendo con los sucesivos ensanches urbanos o por dificultar el aumento del tráfico rodado. En 1782, el viajero Antonio Ponz anota que a mediados del siglo xvi la cerca era apenas un muro de ladrillo y adobe.